# 庄内通駅
庄内通駅（しょうないどおりえき）は、愛知県名古屋市西区庄内通3丁目にある、名古屋市交通局（名古屋市営地下鉄）鶴舞線の駅。駅番号はT03。
当駅と庄内緑地公園駅の間は庄内川の下を通る為、万一に備え両駅間を仕切る防水扉が川寄りに設置されている。

## 歴史
- 1984年（昭和59年）9月6日：鶴舞線が浄心駅から庄内緑地公園駅まで延伸されたことに伴い、途中駅として開業する[2]。
- 2012年（平成24年）3月31日：バリアフリー化。改札口⇔プラットホーム、改札口⇔地上をそれぞれ結ぶエレベーターが設置される。
- 2024年（令和6年）11月25日：可動式ホーム柵使用開始[3]。

## 駅構造

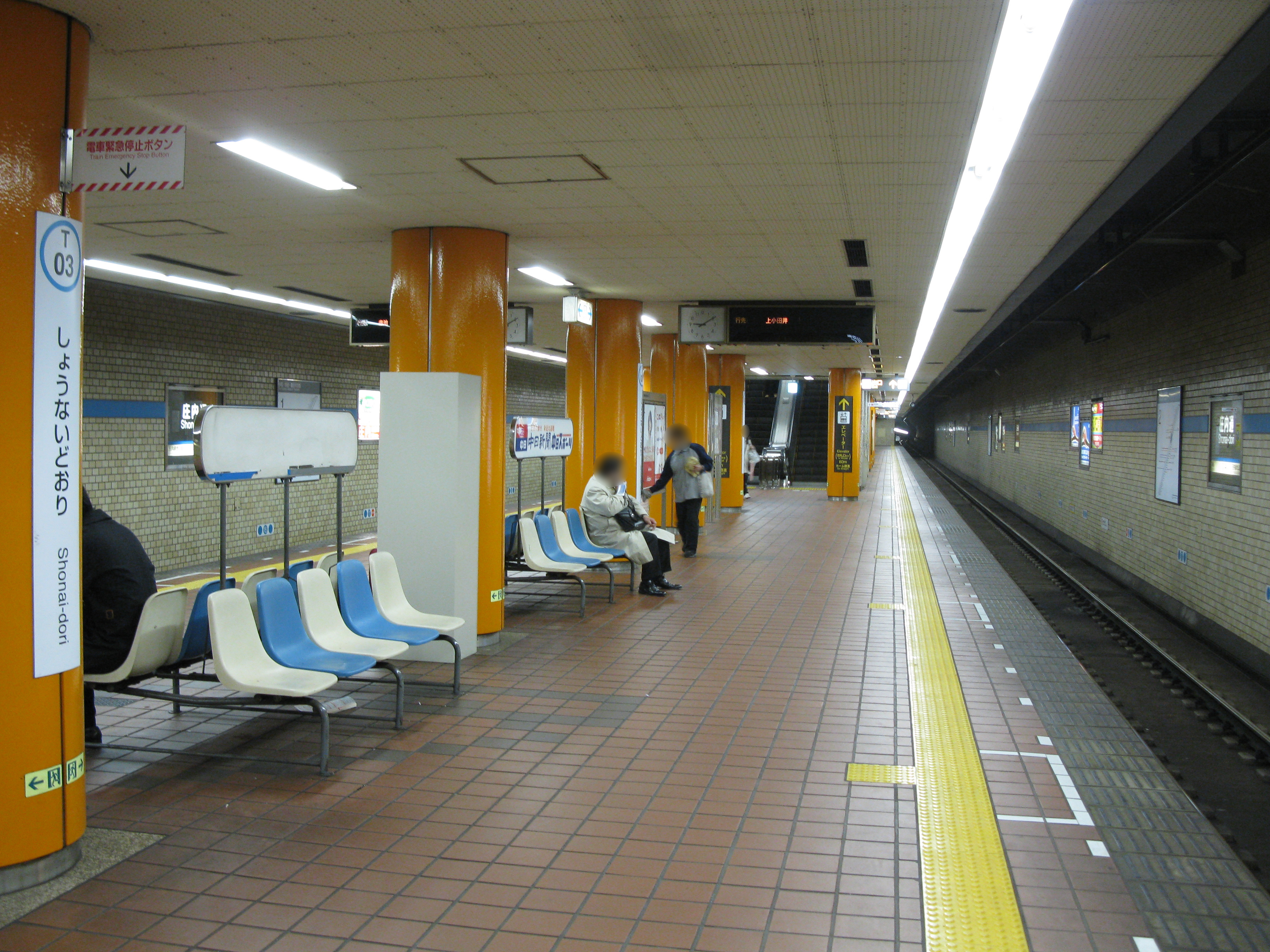
ホーム（2010年3月）

島式ホーム1面2線を有する地下駅である。改札口は1ヶ所、出入口は2ヶ所ある。地上へのエレベーターはこれらとは別の場所に設置されている。
当駅は、鶴舞線駅務区上前津管区駅が管轄している。

### のりば
| ホーム | 路線   | 行先                   |
| ------ | ------ | ---------------------- |
| 1      | 鶴舞線 | 伏見・赤池・豊田市方面 |
| 2      | 鶴舞線 | 上小田井・犬山方面     |

## 駅周辺

### 周辺の施設
- イオンタウン名西：2005年まで存在したダイヤモンドシティ・名西ショッピングセンター[4]の跡地に建設された複合商業施設。
- ファミリーマート庄内通店
- ミスタードーナツ庄内通店
- 庄内公園 : 庄内川対岸にある庄内緑地とは異なる。
- 新福寺公園
- 江向公園
- 庄内橋自動車学校
- 円福寺
- 新福寺
- 宗園寺
- 名塚白山神社
- 伊奴神社
- シヤチハタ 本社工場
- ミユキモール : ヤマナカ庄内通店・エディオン・TSUTAYAなどが入居する複合商業施設[5]。- 浄心駅との中間に位置する。
- ベントマン 本社・庄内通店
- 名糖産業 本社
- 名古屋名塚郵便局
- 名古屋市立西部医療センター
- 名古屋市立名塚中学校
- 名古屋市立庄内小学校
- 名古屋市立稲生小学校
- 名古屋高速道路6号清須線 鳥見町出入口・庄内通出入口 : いずれもハーフインターチェンジであり、両施設をもって対を成している。
- 名草線・江川線（愛知県道63号名古屋江南線）
- 名進研庄内通校

### バス路線
駅周辺には名古屋市交通局（名古屋市営バス）が「名塚」および「庄内通三丁目」バス停をそれぞれ設置しており、以下の路線が発着している。
名塚バス停
- 名駅12：名古屋駅 - 名塚 - 庄内通三丁目 - 如意車庫前
- 名駅13：名古屋駅 - 名塚 - 中切町・上飯田
- 栄11：栄 - 名塚 - 如意車庫前・如意住宅・平田住宅

庄内通三丁目バス停
- 名駅12：名古屋駅 - 名塚 - 庄内通三丁目 - 如意車庫前
- 栄27：栄（左回り） - 庄内通三丁目 - 栄（右回り）・浄心町
- 西巡回：栄（左回り） - 庄内通三丁目 - 栄（右回り）

## 隣の駅
名古屋市営地下鉄
 鶴舞線
庄内緑地公園駅 (T02) - 庄内通駅 (T03) - 浄心駅 (T04)
※（）内は駅番号を示す。